# Grigno
Grigno település Olaszországban, Trento megyében. Lakosainak száma 2034 fő (2023. január 1.). Grigno Arsiè, Castello Tesino, Valbrenta, Enego, Asiago, Cinte Tesino és Ospedaletto községekkel határos.

## Népesség
A település népességének változása:
| Lakosok száma | 2209 | 2193 | 2034 |
|               | 2017 | 2018 | 2023 |